# Manganokaskasita
La manganokaskasita és un mineral de la classe dels sulfurs. Rep el nom per la seva relació amb la kaskasita.

## Característiques
La manganokaskasita és un sulfur de fórmula química (Mo,Nb)S₂·(Mn1-xAlx)(OH)2+x. Cristal·litza en el sistema trigonal. La seva duresa a l'escala de Mohs és 1. És l'anàleg de manganès de la kaskasita i de manganès i molibdè de l'ekplexita.
L'exemplar que va servir per a determinar l'espècie, el que es coneix com a material tipus, es troba conservat a les col·leccions del Museu Mineralògic Fersmann, de l'Acadèmia de Ciències de Rússia, a Moscou (Rússia), amb el número de registre: 4402/1.

## Formació i jaciments
Va ser descoberta al mont Kaskasnyunchorr, dins el massís de Khibini (óblast de Múrmansk, Rússia), on es troba en forma d'escates i apilats gairebé paral·lels de fins a 0,02 mm × 0,5 mm × 1 mm. Aquest indret és l'únic a tot el planeta on ha estat descrita aquesta espècie mineral.